# آبشار واکینا

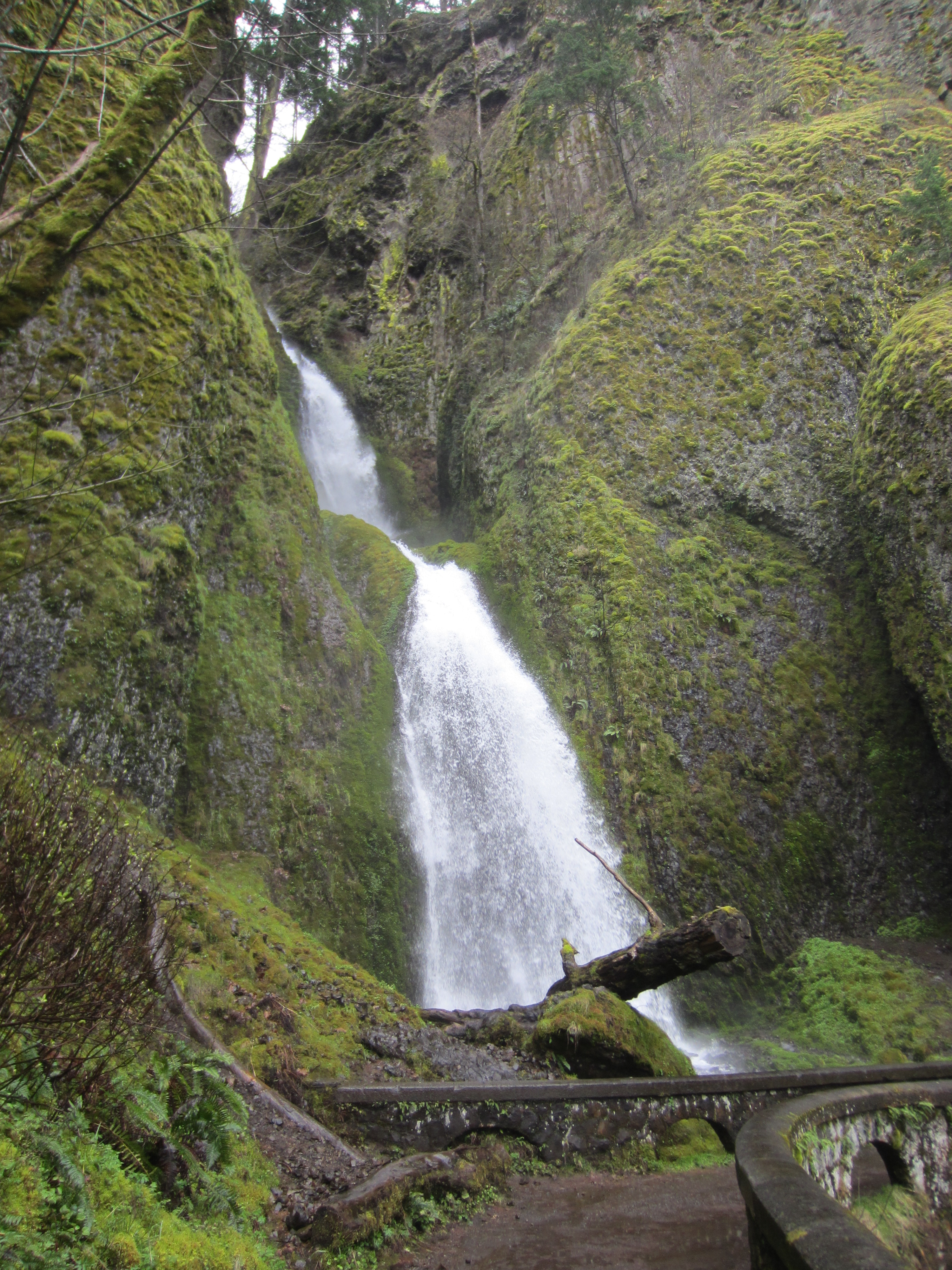
آبشار واکیتا

آبشار واکینا (به انگلیسی: Wahkeena Falls) آبشاری است که در اورگن، ایالات متحده آمریکا واقع شده و ارتفاع کلی ریزشگاه آن 242 feet (72 متر) است.